# Tigranes VI d'Armènia
Tigranes VI o també en llatí Caius Iulius Tigranes (en grec antic Γαίος Ιούλιος Τιγράνης, en armeni Տիգրան) va ser rei d'Armènia de l'any 58 al 63. Formava part de la dinastia intrusa anomenada Herodiana.
Tigranes tenia una ascendència jueva, nabatea, edomita, grega, armènia i persa. Era fill d'Alexandre, un fill d'Herodes el Gran. El seu oncle era Tigranes V, del que va rebre el nom i que va ser rei d'Armènia en temps d'August. La seva mare era una princesa armènia de nom desconegut, que podria haver format part de la dinastia artàxida. De la infantesa i joventut de Tigranes no se'n sap res. Va ser criat a Roma, i la seva llarga estància a la capital de l'Imperi Romà, va propiciar potser l'acusació de què assumia un paper servil davant dels romans.
Durant la primavera de l'any 58 el general Corbuló, amb plens poders, va entrar a l'Armènia pròpia des Capadòcia i va avançar en direcció a la capital Artàxata, mentre que Farasmanes o Pharsman I d'Ibèria atacava pel nord, i Antíoc de Commagena atacava pel sud-oest. Tiridates I va fugir de la seva capital que va ocupar Corbuló i la va incendiar. A l'estiu Corbuló va avançar cap a Tigranocerta, en una marxa molt penosa, i van arribar a la ciutat que els va obrir les portes, menys la ciutadella que va resistir, i va haver de ser pressa a l'assalt. Ja la majoria dels armenis havia abandonat el partit part i acceptava un príncep donat per Roma. Neró va donar llavors la corona a Tigranes VI, de la darrera casa reial de Capadòcia, net de Glafira, filla del darrer rei d'aquell país, Arquelau. Es van transferir als aliats els districtes fronterers armenis: a Farasmanes d'Ibèria; a Polemó II del Pont; a Aristòbul de l'Armènia Menor i a Antíoc IV de Commagena.
Tigranes no va tardar a fer una expedició a la regió d'Adiabene, que era tributària dels parts. El rei part Vologès ho va considerar una agressió i va reiniciar la guerra, afavorint l'antic rei Tiridates, al que va donar ajuda, però Tiridates va fracassar davant Tigranocerta, defensada pel mateix Tigranes VI. No obstant el governador de Capadòcia Gai Cesenni Pet, va ser derrotat pels parts a la batalla de Randea, a la vora del Arsanies (avui Murad Su), i assetjat a la fortalesa va haver de signar un tractat pel qual els romans evacuaven Armènia, l'any 62. Aquest tractat va ser modificat i signat altra vegada a Randea, amb Corbuló, l'any 63, i Tigranes VI va haver de renunciar a la corona.